# Ignacy Jez
Ignacy Ludwik Jez (Radomyśl Wielki, Gran Ducado de Cracovia, 31 de julio de 1914 - Ciudad del Vaticano, 16 de octubre de 2007) fue un sacerdote católico polaco que fue obispo de Koszalin-Kołobrzeg y fue anunciado como futuro cardenal del segundo consistorio del papa Benedicto XVI, pero su muerte antes de darse la cita frustro el nombramiento.

## Biografía
Ignacy Ludwik Jez nació en el pueblo de Radomyśl Wielki, condado de Mielec, entonces parte del Gran Ducado de Cracovia, y éste del Reino de Galicia y Lodomeria, un dominio real de la Cisleitania del Imperio austrohúngaro (actualmente en el Voivodato de Subcarpacia, Polonia).
Creció y realizó sus estudios en la Segunda República polaca, resultante del armisticio de Compiègne. Fue ordenado sacerdote el 20 de junio de 1937. En 1942 fue enviado a un campo de trabajo alemán y más tarde fue internado en el Campo de concentración de Dachau con el n.º de prisionero 37196, campo en el que coincidió con José Kentenich.
Tras la liberación de Dachau, volvió al sacerdocio. En 1946 fue nombrado director del gymnasium de Katowice (República Popular de Polonia), cargo que ejercería hasta 1960. El 5 de junio de 1960, el papa Juan XXIII, por recomendación del cardenal Stefan Wyszyński y el obispo coadjutor de Breslavia Bolesław Kominek, Jez fue nombrado obispo titular de Alba Maritima.
En 1967 fue nombrado obispo auxiliar de la Arquidiócesis de Breslavia. En 1972 sería nombrado obispo de Koszalin-Kołobrzeg, cargo que ejercería hasta el 1 de febrero de 1992, momento en que el papa Juan Pablo II aceptó su renuncia.
En 2002, el obispo alemán Paul-Werner Scheele lo nombró canónigo honorario de la Catedral de San Kilian de Wurzburgo por sugerencia del Cabildo de la Catedral de Wurzburgo, que le eligió por ser una persona determinante en restablecer las relaciones germanopolacas.
El 17 de octubre de 2007, se tenía previsto que el papa Benedicto XVI anunciara su intención de nombrarle cardenal en el consistorio que tendría lugar el 24 de noviembre. Este nombramiento se vio truncado cuando Ignacy Jez falleció el 16 de octubre de 2007, conocedor de la noticia al serle comunicado en privado el mismo día. Se realizó un funeral en su honor que fue realizado en checo.

## Distinciones

### Órdenes
- Caballero de la Orden de la Sonrisa ( Polonia, 1998).[8]
- Gran Cruz Federal al Mérito ( Alemania, 2005).
- Gran Cruz de Polonia Restituta ( Polonia, 10 de junio de 2007).[3]

### Ciudadano honorario
Ha sido nombrado ciudadano honorario de varias poblaciones polacas:
- Koszalin (1994)
- Radomyśl Wielki (2004)
- Słupsk (2006)[8]
- Połczyn Zdrój (2006)
- Katowice (2007)
- Kołobrzeg (2008)